# Amt Schmidtburg
Das Amt Schmidtburg war ein vom 14. Jahrhundert bis 1794 bestehender Verwaltungs- und Gerichtsbezirk im Kurfürstentum Trier.

## Geschichte
Kern des späteren Amtes war die Schmidtburg. Die Burg war eine der Stammburgen der Wildgrafen. 1258 und 1277 erfolgten Teilungen des Besitzes und die Bildung von mehreren Linien. Persönlicher Streit zwischen den Grafen der Linien Schmidtburg und Kyrburg führten zur Lehnensauftragung der Schmidtburg an den Kurfürsten und Erzbischof Balduin von Trier. 1324 trug Wilgraf Heinrich die Burg Schmidtburgund 1329 die Wildgrafen die Gerichte in Rhaunen und Hausen Trier zu Lehen auf. Nach dem Aussterben der Schmidtburger Linie 1330 zog dieser Burg und Amt als erledigtes Lehen ein. Diese Landesburgen waren Kern der Organisation des Erzstiftes Trier im Hochmittelalter. Sie sicherten die Macht des Erzstiftes und wurden durch Burggrafen geleitet. Im 14. Jahrhundert entstand eine Ämterorganisation. Kurfürst Balduin von Luxemburg bildete nach französischem Vorbild eine Ämterverwaltung. An der Spitze der Ämter stand nun ein Amtmann. Diese Ämterbildung war nicht ein einzelner Akt, sondern wurde in einer Vielzahl von einzelnen Schritten unter Berücksichtigung der lokalen Besonderheiten vorgenommen. In der Amtszeit Balduins ist das Amt Schmidtburg eines von 30 Ämtern, die urkundlich erwähnt wurden. In der einer Aufstellung, die Kurfürst Johann II. von Baden 1498 beauftragt hatte, ist das Amt Schmidtburg eines von 59 genannten Ämtern.
Erzbischof Johann VI. (1556–1567) ordnete am 26. November 1556 mit Zustimmung der Landstände in Koblenz eine vierjährige Landsteuer an. Je 1000 Gulden Vermögen betrug die Steuer 3,5 Gulden. Am 20. Juli 1563 forderte er Berichte aller Ämter an, die über die Orte und die dortigen Steuerzahler Auskunft geben sollte. Im Amt Schmidtburg gab es danach folgende Feuerstellen in folgenden Orten:
| Ort           | triersche Feuerstellen | Fremde Feuerstellen | Anmerkung                                                       |
| ------------- | ---------------------- | ------------------- | --------------------------------------------------------------- |
| Bundenbach    | 11                     | 5 1/2               |                                                                 |
| Schneppenbach | 9                      | 4                   | Zweiherrisch (Trier/von Wiltberg)                               |
| Pronschytt    | 6                      | 4                   | Zweiherrisch (Trier/von Wiltberg)                               |
| Schlierstat   | 5                      | alle anderen        | Landeshoheit hatte das dreiherrische Amt Kirchberg, nicht Trier |
| Rhaunen       | 11                     | 40                  | Zweiherrisch (1/4 Trier / 3/4 Rheingrafen von Dhaun)            |
| Sulzbach      | 2                      | 19                  | Zweiherrisch (Trier/von Metzenhausen)                           |
| Stybshausen   | 1                      | 17                  | Zweiherrisch (1/4 Trier)                                        |
| Leufersweyler | 0                      | 33                  | Vierherrisch (1/4 Trier)                                        |
| Schweyerbach  | 0                      | 14                  | Zweiherrisch (1/4 Trier / 3/4 Rheingrafen von Dhaun)            |
| Sorschytt     | 0                      | 14                  | Zweiherrisch (1/4 Trier / 3/4 Rheingrafen von Dhaun)            |
| Veyterßbach   | 0                      | 15                  | Zweiherrisch (1/4 Trier / 3/4 Rheingrafen von Dhaun)            |
| Oberkirn      | 0                      | 16                  | Zweiherrisch (1/4 Trier / 3/4 Rheingrafen von Dhaun)            |
| Lindenschytt  | 0                      | 15                  |                                                                 |
| Gösenrot      | 0                      | 20                  |                                                                 |
| Kromenaw      | 0                      | 10                  | Zweiherrisch (1/4 Trier / 3/4 Rheingrafen von Dhaun)            |
| Woppenroth    | 0                      | 22                  |                                                                 |
| Hausen        | 0                      | 12                  |                                                                 |
| Bollenbach    | 0                      | 15                  |                                                                 |

In der Amtsbeschreibung von 1785 wurden als Amtsorte genannt: Bundenbach, Bruschied, Sulzbach, Schlierschied, das Hochgericht Rhaunen (Rhaunen, Weitersbach, Krummenau, Oberkirn, Stipshausen, Bollenbach, Schwerbach, Sulzbach), Hottenbach, Hollertshausen und Laufershausen.
Mit der Einnahme des Linken Rheinufers durch französischen Revolutionstruppen wurde das Amt nach 1794 aufgelöst.